# Філянський Микола Григорович
Мико́ла Григо́рович Філя́нський (19 грудня 1873, Попівка — 12 січня 1938, Київ) — український поет, прозаїк і музейний діяч; геолог.
Жертва сталінського терору.

## Життєпис

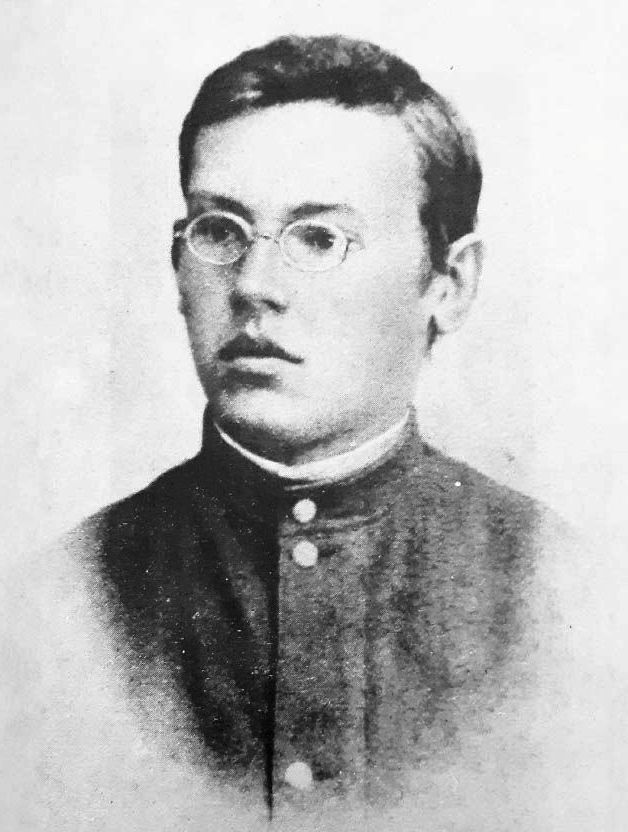
Микола Філянський під час навчання в Лубенській гімназії. 80-ті роки ХІХ ст.

Народився в селі Попівка на Миргородщині у сім'ї священника. Проявив здібності до точних наук, закінчив природничий відділ фізико-математичного факультету Московського університету (1899). Вивчаючи природознавство, Микола захопився історією світового мистецтва, літературою; відвідував заняття художньої студії Валентина Сєрова, а також майстерню професора Й. Шехтеля, брав участь у літературних дискусіях, творчих вечорах. Один рік провів у Франції, збагатив себе знаннями теорії архітектури, живопису, французької літератури. 1904 року склав у технічно-будівельному комітеті Міністерства внутрішніх справ іспити на право вести будівельні роботи. У цьому ж році здійснив ще один вояж: майже рік подорожував Лівобережною Україною, вивчав рукописи, старовинні речі, архітектурні пам'ятки. Свої враження від мандрівки подав у статті «Спадщина України».
У 1906—1917 роках працював на Уралі керівником технічних робіт товариства «Уральський мармур».
Після Жовтневого перевороту, у 1918 році, М. Філянський повернувся в Україну. Завідував агрошколою в селі Яреськи на Полтавщині, працював у лісництві в селі Сорочинці. 1924 року переїхав до Полтави, влаштувався на роботу до історико-краєзнавчого музею. Захопився вивченням корисних копалин краю, написав низку статей «Геологічний огляд», «Підземні води».
Щойно почув Микола Філянський про початок будівництва Дніпрогесу, одразу приїхав на Запоріжжя. Із 1928 року вивчав церкви, козацькі цвинтарі, скіфські могили, які мала поглинути вода. Досліджуючи безцінні скарби, приречені на знищення, поет Філянський раптом вибухнув:
«Нам царство Скіфії нічого не сказало,

Останками руїн нам дум не занесло,

Бір зіллям, блекіттю минуле поросло,

Туманом півночі свій час запеленало.»

### Репресії
Попри те, що Микола Філянський своєю творчістю, громадсько-культурною діяльністю після 1917 року засвідчив лояльність до Радянської влади, видав публіцистичну книжку про будівництво Дніпрогесу, опублікував чимало цінних праць із геології, проблем мистецтва, у розпал сталінського терору він зазнав переслідувань.
11 жовтня 1937 року Філянський був заарештований. Оскільки судово-слідчої справи в архівах донині не виявлено, не можна з певністю сказати, в чому його звинувачували підручні Єжова, як вів себе поет на допитах і закритому судилищі «особливої трійки». Але вже 7 грудня 1937 року на розстрільному списку, в якому було і його прізвище (у 1-й категорії, по Дніпропетровській області, під № 105), з'явилася резолюція: «За» і підписи — «Сталін, Молотов, Жданов».
Розстріляний 12 січня 1938 року в Києві.
За клопотанням вдови науковця Євгенії Філянської Микола Григорович Філянський реабілітований посмертно 21 листопада 1959 року Військовою колегією Верховного суду СРСР «за відсутністю складу злочину».
Портрет і характер Миколи Філянського майстерно змалював у образі Арсена Петровича Витвицького у повісті «Без ґрунту» Віктор Петров.

## Творча діяльність
Літературну творчість Філянський розпочав у Москві, тяжіючи до символізму. Друкувався переважно в «Українській хаті». У 1904 році здійснив подорож Україною і написав працю «Спадщина України», надруковану у Москві 1905 року.
Поезії почав друкувати з 1906 року в журналі «Рідний Край», «ЛНВ», «Сяйво», «Промінь» та інших. Видав у Москві дві збірки переважно містично-релігійних поезій: «Лірика» (1906) і «Calendarium» (1911). Проте найкращі вірші засвідчили безперечний ліричний талант автора, його прагнення відтворити духовний світ свого сучасника самобутньою художньою мовою.
У 1920-их роках друкував поезії в журналі «Червоний Шлях», видав збірку поезій, сповнених любові до рідного краю «Цілую землю» (1928), яка відобразила творче зростання Філянського як тонкого лірика, посилення в його творчості патріотично-громадських мотивів. Як поет Микола Філянський у своїй мистецькій палітрі поєднав надбання української класичної поезії з новітніми художніми пошуками в галузі форми. Він виявив глибину духовного світу свого героя, щирість і красу його почуттів, змалював проникливі картини рідної природи.
Микола Філянський — автор книг подорожніх нарисів археологічно-історичного та економічного характеру «Від порогів до моря» (1928). Крім того, перекладав лібрето опери «Пікова дама», поезій Григорія Сковороди на сучасну мову тощо.
Він був інтелігентною, товариською людиною, кохався у красі природи, музики, живопису. Мотто Філянського: «Краси не вирву з серця я ніколи». 

## Рецепція
Негативний відгук на першу збірку Філянського написав Михайло Коцюбинський.
Разом із тим, Михайло Рудницький у книзі «Від Мирного до Хвильового» назвав цю збірку Філянського «одною з найбільших літературних подій», завдяки тому, що вона несла в собі «новий подих, що зродився поза вимогами громадської „вжитковости“». На його думку, попри те, що від поезій Філянського «віяло якоюсь одноманітністю», а самі вони лише зрідка були «викінченими» і «добре написаними», та «коли шукаємо перед великою революцією між нашими поетами таких, що нагадували б нам бодай деякими своїми тонами чужих поетів (…), Філянський займає між ними одне із перших місць».
В той час, як інші поети його покоління, «що вважали себе за „модерністів“, шукали свідомо тем, якими могли б свідомо відзначити свій „індивідуалізм“» або хапалися за «денникарські рефлексії», «приємно було перед книжкою Флянського ствердити, що (…) прикмети [які мусить мати новий поет] [були] незалежні від критеріїв, дуже важливих в інших ділянках творчости». Саме ця своєрідна, неанґажована меланхолія дозволяє, на думку Рудницького, назвати Філянського попередником неокласиків.
На останню збірку Філянського відреагував Микола Зеров.
На думку Григорія Костюка, Філянський (разом із О. Олесем та М. Воронним), був «одним із володарів українського дореволюційного поетичного світу» і без нього «українська модерна поезія була б дуже надщерблена»
А вже у 1980-х, коли поета було реабілітовано, Валерій Шевчук, упорядкувавши збірку вибраного Філянського, закликав переглянути закиди Коцюбинського, які аж до того часу кидали тінь на доробок автора.

## Музейна діяльність
Дуже активно працював Микола Філянський в музеях України: в Полтавському краєзнавчому музеї (з 1924 року), в Соціалістичному Музеї ім. Артема в Харкові (з 1926 року), а з 1931 був організатором і, до арешту 1937 року, директором музею історії Дніпробуду в Запоріжжі. Микола Григорович розробив плани експедицій, бо треба було терміново, поки вода не поглинула українську історію, досліджувати майбутнє дно, потрібні були ентузіасти. Микола Григорович зібрав аматорів-краєзнавців, на перші установчі збори запросив 80-літнього Дмитра Яворницького. Запалені любов'ю до історії, краєзнавці здійснили низку експедицій, описали знахідки, а Микола Григорович зробив цикл малюнків (він добре малював).
В 1936—1937 роках брав участь в оформленні експозицій Центрального історичного музею в Києві.